# Казахський державний академічний театр опери та балету імені Абая
Казахський державний академічний театр опери та балету імені Абая (каз. Абай атындағы қазақ мемлекеттік академиялық опера және балет театры, рос. Казахский государственный академический театр оперы и балета имени Абая) — оперний театр у великому економічному й культурному центрі (колишній столиці) Казахстану місті Алмати, один з найбільших в Азії.
За роки існування в театрі працювали корифеї казахстанської театральної сцени і музичної культури Казахстану: артистка Куляш Байсеїтова, режисер Жумат Шанін, режисер Борис Рябікін, співак і режисер Курманбек Жандарбеков, співак, режисер і драматург Канабек Байсеїтов, танцівниця Шара Жиєнкулова, співак Манарбек Єржанов, художник Анатолій Ненашев, письменники Мухтар Ауезов, Габіт Мусрепов, Сабіт Муканов, Бейїмбет Майлін, композитор Євген Брусиловський.

## Загальні дані
Казахський державний академічний театр опери та балету імені Абая розташований за адресою:
вул. Кабанбай Батира, 110, м. Алмати-050091 (Казахстан).
Керівництво театру:
- генеральний директор Уразгалієв Куаниш Габідуллаєвич;
- головний диригент Жарасов Нурлан Салаватович;
- головний балетмейстер Бапов Рамазан Саліхавич;
- головний хормейстер Темірбекова Алія;
- головний художник Жанбиршиєв Оринбасар Жексенули.

## З історії театру

### Заснування й розвиток театру до Другої Світової війни
Казахський державний академічний театр опери та балету імені Абая був відкритий 13 січня 1934 року музичною виставою «Айман-Шолпан» на лібрето Мухтара Ауезова — у ньому прозвучали народні пісні і кюї в обробці Івана Коцика. Успіх вистави був грандіозним.
Першим композитором театру став Є. Г. Брусиловський, що поклав початок казахській національній опері. За першою оперою було здійснено наступні постановки — «Кыз Жибек» (1934), «Жалбыр» (1935), «Ер Таргын» (1936).
У 1935 році на базі Куйбишевського оперного театру було створено російську оперну трупу. Професійний колектив за короткий термін(1936—37) здійснив постановки 9 спектаклів російської та світової оперної класики — «Кармен», «Евгений Онегин», «Пиковая дама», «Фауст», «Аида» тощо.
1938 року балетом П. Чайковського «Лебединое озеро» розпочалося формування балетної трупи, наступними були спектаклі «Конек-горбунок», «Раймонда», «Бахчисарайский фонтан». У цей же час було поставлено перший казахський балет «Калкаман и Мамыр» В. Веліканова.
Першим значним успіхом оперного театру став виступ його трупи на Декаді казахської літератури та мистецтва в місті Москві 1936 року — тут дуже тепло прийняли оперу «Кыз Жибек» з К. Байсеїтовою в головній ролі.
Для поповнення театру новими більш професіональними кадрами були створені національні балетні, вокальні та драматичне відділення в Московській консерваторії та інших навчальних закладах Росії. Їхні випускники: Байгалі Досимжанов, Ануарбек Умбетбаєв, Рішат і Муслім Абдулліни, Шабал Бейсекова, Каукен Кенжетаєв, Мукан Тулебаєв тощо.
Напередодні Німецько-радянської війни в репертуарі театру були 31 оперна (з них 9 казахських) і 6 балетних (2 казахських) спектаклів.
У 1941 році театрові було присвоєно почесне звання Академічний.

### Алматинська опера у воєнний і повоєнний радянський період
Під час Німецько-радянської війни заклад не припиняв своєї роботи, саме в цей час, зокрема, на початку війни було здано в експлуатацію новозведене приміщення оперного театру.
Перша вистава в новому приміщенні відбулася 7 листопада 1941 року. У воєнний період театр здійснив низку нових постановок «Запорожец за Дунаем», «Отелло», «Мазепа», «Иван Сусанин». Тоді ж до Алмати було евакуйовано чимало діячів культури й мистецтва з усього Радянського Союзу, в тому числі і України.
1944 рік ознаменувався народженням видатної казахської опери «Абай» А. Жубанова та Л. Хаміді, лібретто М. Ауезова.
До 100-ліття великого казахського просвітника, філософа, гуманіста, поета Абая Кунанбаєва (1945), театрові опери та балету було присвоєно ім'я Абая.
Художнє керівництво театру продовжувало роботу над розширенням репертуару — серед яскравих постановок національна опера «Биржан и Сара».
У 1950-і роки в театрі засяяли нові «зірки» казахської театральної і музичної сцени — Єрмек Серкебаєв, Роза Джаманова, Ера Єпонешникова, З. Райбаєв, С. Кушербаєва тощо. Репертуар закладу поповнився новими яскравими постановками: «Дударай», «Толеген Тохтаров», «Галька», «Проданная невеста», «Трубадур», «Царская невеста», «Травиата», «Севильский цирюльник», «Риголетто», «Снегурочка», «Руслан и Людмила», «Морозко», «Чародейка», «Демон», «Ромео и Джульетта», «Дон Жуан», «Богема», «Сказки Гофмана».
У 1960—1980-і рр. Алматинська опера забагатилась такими яскравими виконавцями, як В. Яковенко, Б. Ашимова, М. Мусабаєв, Н. Каражигітов, Ш. Умбеталієв, Р. Байсеїтова, З. Кастєєва, Г. Єсимов, А. Днишев, Є. Ісаков, Р. Жубатурова, Х. Калиламбекова, Р. Бапов, С. Байсултанов, Г. Туткібаєва, М. Тукєєв тощо, новими цікавими постановками, як «Назугум», «Садыр палван» К. Кужам'ярова, «Жумбаккыз» С. Мухамеджанова, «Алпамыс», «Камар сулу»" Є. Рахмадиєва, «Енлик-Кебек», «Курман-газы», «Легенда о белой птице», «Хиросима» Г. Жубанової.

### Театр на сучасному етапі
Проголошення Казахстаном державного суверенітету, а також шлях становлення казахстанської державності 1990—2000-х років значно скоригував поточний репертуар театру.
Значною подією в житті закладу стало завершення 2000 року генеральної реконструкції приміщення Алматинського оперного театру.
Сьогодення Опери імені Абая визначають такі яскраві театральні діячі, як оперні виконавиці Н. Усенбаєва, Д. Баспакова, М. Мухамедкизи, а також солісти Б. Скаков, Ш. Абілов, М. Шалабаєв, Л. Дороховська, Л. Альпієва, Д. Сушков, К. Саркитбаєва, У. Кенжебеков, С. Іщанова тощо.
Казахський державний академічний театр опери та балету імені Абая на сучасному етапі — це флагман музичного мистецтва держави Казахстан, провідна опера Азійського континенту.

## Репертуар і діяльність
За обсягом репертуару Казахський державний академічний театр опери та балету імені Абая являє собою класичний театр опери та балету — тут превалюють світова (європейська) класична опера й російський балет, в той же час представлені і національна та російська опера, а також національний балет (про роки прем'єр головних постановок, що і сьогодні в афіші театру — див. вище). Колектив Алматинської опери щосезону готує і ставить декілька прем'єр.
Як провідний оперний колектив держави, Казахський державний академічний театр опери та балету імені Абая виїздив на гастролі до багатьох країн світу. Заклад є відкритим для міжнародного співробітництва з іншими оперними колективами. Щороку театр проводить міжнародні фестивалі оперного та балетного мистецтва.

## Виноски
1. ↑  Схема залу на Офіційна вебсторінка театру
2. ↑  Керівництво театру [Архівовано 30 квітня 2010 у Wayback Machine.] на Офіційна вебсторінка театру [Архівовано 22 лютого 2010 у Wayback Machine.] (рос.) (казах.)
3. ↑  Архів вистав [Архівовано 1 квітня 2010 у Wayback Machine.] на Офіційна вебсторінка театру [Архівовано 22 лютого 2010 у Wayback Machine.] (рос.)